# Габріель Обертан
Габріель Обертан (фр. Gabriel Obertan, нар. 26 лютого 1989, Пантен) — французький футболіст, фланговий півзахисник клубу «ББ Ерзурумспор». В основному він грає як нападник, але може також зіграти в центрі півзахисту.

## Клубна кар'єра
Народився 26 лютого 1989 року в місті Пантен. Вихованець юнацьких команд футбольних клубів «Париж», «Парі Сен-Жермен», «Клерфонтен» та «Бордо».
У дорослому футболі дебютував 2006 року виступами за команду клубу «Бордо», в якій провів три сезони, взявши участь у 54 матчах чемпіонату.  За цей час виборов титул володаря Кубка французької ліги, ставав володарем Суперкубка Франції.
Протягом 2009—2009 років захищав кольори команди клубу «Лор'ян».
Своєю грою за останню команду привернув увагу представників тренерського штабу клубу «Манчестер Юнайтед», до складу якого приєднався 2009 року. Відіграв за команду з Манчестера наступні два сезони своєї ігрової кар'єри. За цей час додав до переліку своїх трофеїв титул володаря Кубка англійської ліги.
До складу клубу «Ньюкасл Юнайтед» приєднався 2011 року.

## Виступи за збірні
2004 року дебютував у складі юнацької збірної Франції, взяв участь у 33 іграх на юнацькому рівні, відзначившись 5 забитими голами.
Протягом 2008–0 років  залучався до складу молодіжної збірної Франції. На молодіжному рівні зіграв у 9 офіційних матчах, забив 1 гол.

## Титули і досягнення
- Володар Кубка французької ліги (1):

«Бордо»:  2006–07
- Володар Суперкубка Франції (1):

«Бордо»:  2008
- Володар Кубка англійської ліги (1):

«Манчестер Юнайтед»:  2009–10
- Володар Суперкубка Англії з футболу (1):

«Манчестер Юнайтед»:  2010
- Чемпіон Англії (1):

«Манчестер Юнайтед»:  2010–11